# Alfred Sohn-Rethel
Alfred Sohn-Rethel (París, 4 de enero de 1899-Bremen, 6 de abril de 1990) fue un economista marxista y filósofo francés especialmente interesado en epistemología. También escribió acerca de la relación entre la industria alemana con el nazismo.

## Vida
Alfred Sohn-Rethel nació cerca de París, en una familia de pintores. Su padre era pintor, y su madre venía de la familia Oppenheim y tenía influencias importantes con grandes negocios. Su familia no quería que él también se convirtiera en un pintor, y por lo tanto creció con su tío, el industrialista del acero Ernst Poensgen. En la Navidad de 1915, expresó su deseo por una copia de El Capital de Karl Marx como regalo. Lo recibió y lo estudió intensivamente.
En 1928 recibió su doctorado con el marxista austríaco Emil Lederer. En su tesis criticó la teoría de la utilidad marginal como una petición de principio, porque esta noción implica implícitamente la noción de número.
En 1924 conoció a Theodor Adorno y Siegfried Kracauer en la isla de Capri. Desde 1920 era amigo del filósofo Ernst Bloch y en 1921 conoció a Walter Benjamin. Se quedó en contacto con diferentes miembros de la Escuela de Fráncfort pero nunca estableció una relación de trabajo cercana, porque Max Horkheimer temía que la teoría social se volviera demasiado especulativa.
Gracias a Poengen, encontró un trabajo como asistente de investigación en el Mitteleuropäischer Wirtschaftstag (MWT). El MWT era una organización de cabildeo de las industrias exportadoras líderes. De 1931 a 1936 trabajó «en la boca del lobo» y observó y analizó las políticas del poder desde muy cerca. En algún momento tuvo contacto con grupos de resistencia socialista como Neu beginnen o Der rote Stosstrupp. En 1937 emigró por Suiza y París hasta Inglaterra. Escribió análisis económicos para un círculo cercano a Churchill que fueron utilizados contra las políticas de apaciguamiento de Chamberlain.
Después de la Segunda Guerra Mundial, Sohn-Rethel no pudo continuar con su trabajo teórico por mucho tiempo. Se ganó la vida enseñando francés. Se unió al partido comunista y pese a su desilusión fue miembro hasta 1972. El movimiento del 68 generó un nuevo interés en su trabajo. En el funeral de Adorno se encontró con el editor Unseld que lo motivó para que cristalice sus ideas en lo que sería su trabajo principal, El trabajo intelectual y manual. En 1978, Sohn-Rethel fue elegido profesor de Filosofía social en la Universidad de Bremen.
Murió en Bremen en 1990.

## Pensamiento
El proyecto de vida de Sohn-Rethel era la combinación de la epistemología de Immanuel Kant con la Crítica de la economía política de Karl Marx. Cuando las personas intercambian bienes, el valor se abstrae de los bienes específicos. En el momento del intercambio, solo el valor de estos bienes es importante. Esta abstracción se llama «abstracción real» porque tiene lugar sin un esfuerzo consciente. Sohn-Rethel creía que este tipo de abstracción es la base real de todo pensamiento abstracto y formal. Todas las categorías de Kant, como el espacio, el tiempo, la cualidad, la substancia, el accidente y el movimiento estarían implícitas en el acto de intercambio. Los lectores de Marx quizás no estén del todo sorprendidos con esta propuesta, dado que Marx mismo sugería que las ideas de libertad e igualdad, al menos como las conocemos hasta ahora, tienen sus raíces en el intercambio de bienes. El trabajo de Sohn-Rethel sobre la naturaleza de la abstracción real fue amplificada y extendida por escritores de Arena (una editorial crítica y radical australiana), especialmente la noción de que un análisis histórico post-marxista puede encontrarse en el principio de abstracción real.
El segundo campo donde Sohn-Rethel hizo importantes contribuciones fue en el estudio de las políticas económicas que favorecieron el surgimiento del fascismo alemán. Sohn-Rethel insistió sobre la diferencia entre diferentes facciones de capitalistas: las industrias más prósperas cerca de Heinrich Brüning y las menos prósperas cerca del Frente Harzburger (Hugenberg, Hitler). Según Sohn-Rethel, la aprobación del compromiso entre las industrias y los grandes agrarios en la reunión de accionistas de IG Farben en 1932 abrió el camino para la dictadura.

## Publicaciones
- Trabajo intelectual y manual: una crítica de la epistemología (Intellectual and manual labour: a critique of epistemology). Atlantic Highlands, N. J.: Humanities Press. 1977.
- Economía y estructura de clases del fascismo alemán (Economy and class structure of German fascism). Londres: CSE Books. 1978.
- . Argentina: Taurus. 1976. Texto «Ludwig Feuerbach o la sensualidad emancipada » ignorado (ayuda); Falta el |título= (ayuda)

## Literatura
- Chaxiraxi Escuela: "El materialismo como anámnesis de la génesis. La influencia de Alfred Sohn-Rethel en la interpretación adorniana del sujeto trascendental", en: Constelaciones. Revista de Teoría Crítica, 5, 2013, pp. 220-235
- Jochen Hörisch: Die Geburt der Abstraktion aus dem Ungeist des Geldes. Hinweise auf Alfred Sohn-Rethels Geld- und Geltungstheorie. In: Anette Kehnel (Hrsg.): Geist und Geld. Wirtschaft und Kultur im Gespräch (Band 1), Frankfurt am Main 2009
- Martin Seckendorf: Besprechung von „Alfred Sohn-Rethel, Industrie und Nationalsozialismus“. In: 1999. Zeitschrift für Sozialgeschichte des 20. und 21. Jahrhunderts 8 (2), S. 102–105, 1999.
- Oskar Negt: Laudatio für Alfred Sohn-Rethel. In: Leviathan 16 (2), S. 140ff., 1988.
- Datos: Q213909
- Multimedia: Alfred Sohn-Rethel / Q213909